# Istres
 Istres  en francés, Istre en occitano, es una localidad y comuna francesa, en la región de Provenza-Alpes-Costa Azul, departamento de Bocas del Ródano, en el distrito de su nombre. Es cabecera de dos cantones: Istres Norte e Istres Sur.
Su población en el censo de 2007 era de 42.775 habitantes. La aglomeración urbana solo incluye a la propia comuna.
Está integrada en el Syndicat d’agglomération nouvelle Ouest Provence, del cual es la mayor población.
La localidad acoge la escuela de pilotos de pruebas EPNER.

## Demografía
| 2 081 | 2 081 | 1 991 | 2 785 | 3 122 | 3 036 | 3 268 | 3 389 | 3 614 | 3 776 | 3 905 | 3 937 | 3 849 | 3 701 | 3 750 | 3 405 | 3 495 | 3 517 | 3 681 | 3 810 | 5 462 | 5 547 | 7 034 | 7 286 | 5 749 | 8 009 | 9 478 | 13 404 | 18 129 | 28 561 | 35 163 | 38 855 | 42 775 | 49 896 |
| Para los censos de 1962 a 1999 la población legal corresponde a la población sin duplicidades (Fuente: INSEE [Consultar]) |       |       |       |       |       |       |       |       |       |       |       |       |       |       |       |       |       |       |       |       |       |       |       |       |       |       |        |        |        |        |        |        |        |